# Астафьев, Иван Иванович
Иван Иванович Астафьев (18 января 1925, Ленинград — неизвестно) — советский автогонщик. Чемпион СССР по авторалли (1968), чемпион СССР по шоссейно-кольцевым и зимним ипподромным гонкам (1969), чемпион СССР по автогонкам на ипподроме (1970). Мастер спорта СССР.

## Биография
Во время Великой Отечественной войны служил водителем на «Дороге жизни». Среди наград — медаль «За оборону Ленинграда», орден Славы за Японскую войну.
Работал в новосибирской Госавтоинспекции. Победитель всесоюзных соревнований по мотокроссу, где закончил выступления из-за травмы, полученной во время задержания преступника. После перезда в Москву — водитель скорой помощи. После операции вернулся в спорт.
Работал на АЗЛК инженером-механиком, участвовал в соревнованиях за завод. Стартовал в ралли Лондон — Мехико 1970 года на «Москвиче»-412: в условиях плохой видимости автомобиль сорвался со скалы, экипаж остался жив.
В феврале 1983 года в автомобильной аварии получил серьезные травмы, которые обернулись пожизненной хромотой.